# 岩出市立岩出小学校
岩出市立岩出小学校（いわでしりつ いわでしょうがっこう）は、和歌山県岩出市清水（旧・那賀郡岩出町）にある公立小学校。

## 沿革
- 2006年（平成18年）4月1日 - 岩出町の市制施行により、岩出市立岩出小学校と改称。

## 通学区域
岩出市
- 岡田（3～）
- 溝川（1～198、199-3、200-1、201、274-1、274-2、275～）
- 大町（9、10、20、22、25-1、26～）
- 高塚（1～142､187～）
- 清水
- 宮
- 西野（2～12、21～29-1、29-4、29-7、35-1、35-2、36～43、57～359、368、369、371～428）

- 高瀬
- 備前（1～22-2、23～48-1、48-3、48-4、52-1、52-2、54～59、65～）
- 船戸
- 山崎
- 荊本（93～104、197～203、205、206-2）
- 中迫（61-2、63～73、75～78、133～136-1、138、141-1、142～148、156-2、157-2、158～168、170-1、171、211～222）
- 西国分（658-2、674、675、680、681、684-1、685-1、701～703、725～727、777、786～806-1）

卒業生は基本的に岩出市立岩出中学校に進学する。

## 周辺
岩出市街の南寄り。すぐ南を紀の川が西流し、春日川が北東から合流する。

## アクセス
- JR西日本和歌山線 岩出駅から南へ500m
- 岩出市巡回バス東コース いわで御殿にて下車

## 著名な出身者
- 林晃汰（プロ野球選手）
- 四十住さくら（スケートボード選手）

## 通学区域が隣接している学校
- 岩出市立山崎小学校
- 岩出市立中央小学校
- 岩出市立上岩出小学校
- 紀の川市立田中小学校
- 紀の川市立安楽川小学校
- 紀の川市立調月小学校
- 紀の川市立丸栖小学校
- 和歌山市立小倉小学校